# Anoploderomorpha luteovittata
Anoploderomorpha luteovittata är en skalbaggsart som först beskrevs av Maurice Pic 1955.  Anoploderomorpha luteovittata ingår i släktet Anoploderomorpha och familjen långhorningar. Inga underarter finns listade i Catalogue of Life.